# Görsbach
Görsbach is een gemeente in de Duitse deelstaat Thüringen, en maakt deel uit van de Landkreis Nordhausen.
Görsbach telt 1.028 inwoners. De stad Heringen/Helme is de zogenaamde  vervullende gemeente voor Görsbach, dat houdt in dat die stad de bestuurstaken uitvoert.

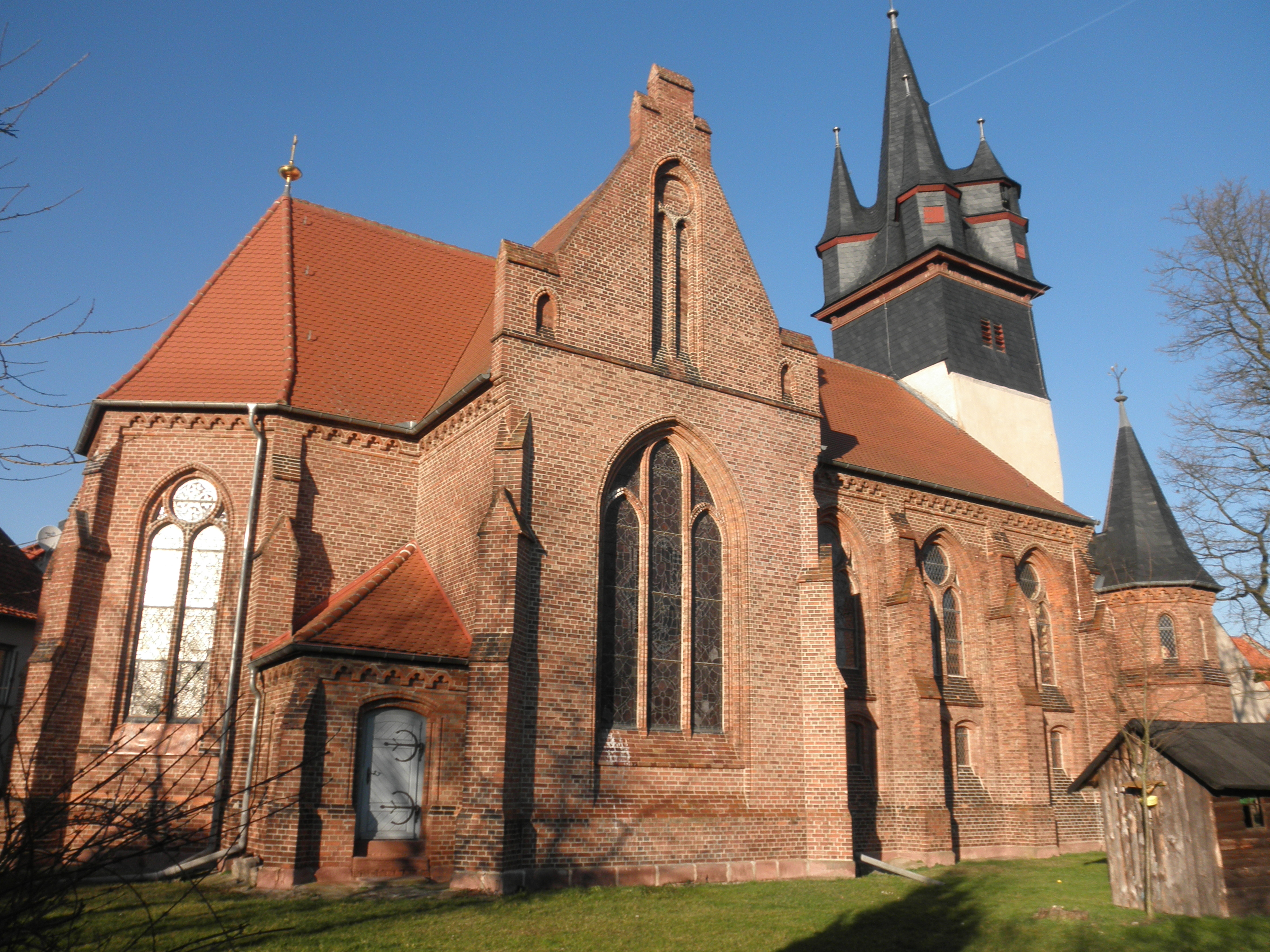
Dorpskerk

Bleicherode · Ellrich · Etzelsrode · Friedrichsthal · Görsbach · Großlohra · Hainrode/Hainleite · Harztor · Heringen/Helme · Hohenstein · Kehmstedt · Kleinbodungen · Kleinfurra · Kraja · Lipprechterode · Niedergebra · Nohra · Nordhausen (stad) · Sollstedt · Urbach · Werther · Wipperdorf · Wolkramshausen